# Orsera
Orsera (in croato Vrsar; in tedesco Orser) è un comune della Croazia, nell'Istria meridionale.
È famosa per le sue spiagge e le coste frastagliate ed è circondata da numerose isolette facilmente raggiungibili anche con piccoli natanti. Secondo il censimento del 2011, ha una popolazione di 2 152 abitanti.
Orsera è meta di turismo internazionale ed annovera uno dei centri naturisti più famosi d'Europa (Conversada).

## Storia

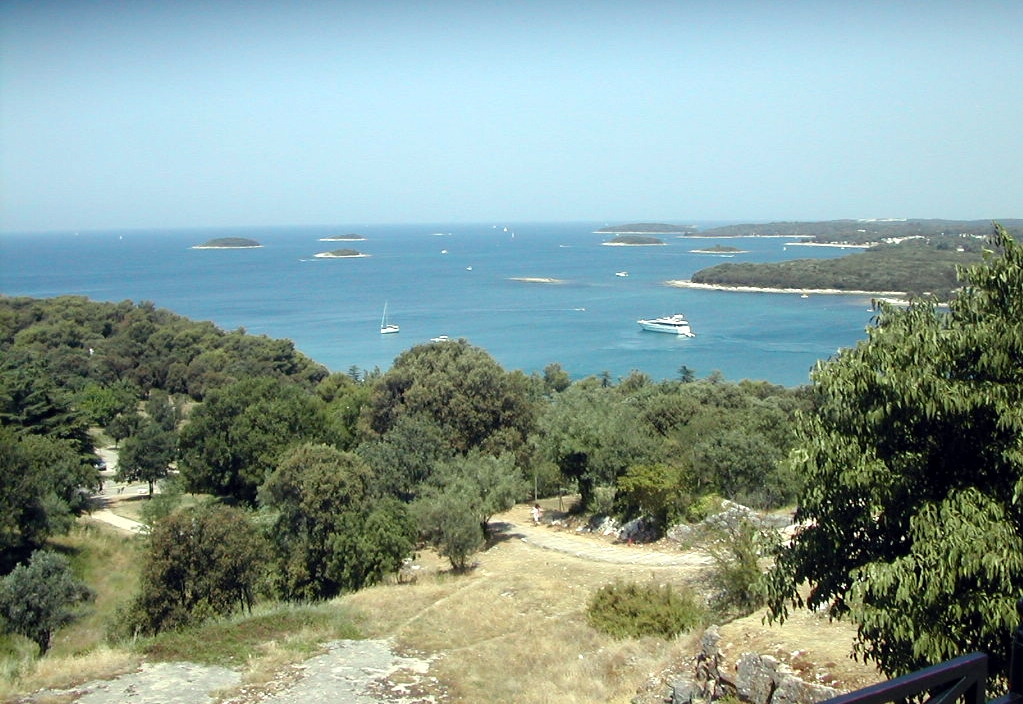
Costa d'Orsera con arcipelago

Sede di tre Castellieri durante l'età del bronzo medio ed i primi secoli dell'età del ferro, il territorio del comune di Orsera fu abitato in epoca romana (resti di ville, di un molo e di una basilica paleocristiana del IV secolo). Verso la fine del X secolo venne fondato il monastero benedettino di Santa Maria, chiamata oggi anche chiesa di Santa Marina o di Santa Madonna del Mare. A San Michele di Leme si ebbe la fondazione verso il Mille del monastero benedettino di San Michele da parte di san Romualdo, collegato con il monastero di Santa Petronilla di Duecastelli con l'abbazia di San Pietro e Paolo di San Pietro in Selve.
Unita a Parenzo fin dagli ultimi decennio del X secolo, ne seguì le sorti entrando a far parte della Repubblica di Venezia (XIII secolo), che ne sfruttò ampiamente le cave di Pietra d'Istria, attualmente dismesse.
Giacomo Casanova fu ad Orsera e lo ricorda nelle sue Memorie scritte da lui medesimo.
Passata all'Impero d'Austria nel 1797, poté riunirsi all'Italia a seguito della prima guerra mondiale. Nel corso del conflitto morì l'aviatore eroe di guerra Egidio Grego, che aveva disertato per combattere tra le file dell'esercito italiano.
Nel 1947 fu incorporata nella Repubblica Popolare di Croazia, parte dello Stato jugoslavo perdendo la massima parte della popolazione che, essendo di etnia italiana, preferì il cammino dell'esodo.
Orsera divenne tristemente famosa quando (dopo la dichiarazione d'indipendenza da parte della Croazia) sabato 21 dicembre del 1991 fu bombardato il piccolo aeroporto di Orsera "Crljenka" situato nel baratro del Canale di Leme a pochi chilometri da Orsera, tale bombardamento da parte dell'Armata Federale jugoslava fu eseguito da due MiG-21 e altrettanti Galeb G4 che utilizzando razzi bombe a frammentazione a napalm rasero al suolo, oltre tutti i mezzi aerei presenti, la pista gli uffici e la torre di controllo. Nel bombardamento morirono due militari: il capitano Dragutin Barić e aspirante ufficiale Dragan Gavran. Il tremendo boato delle bombe fu udito persino dagli abitanti della vicina Rovigno, facendo scattare l'allarme antiaereo in tutta l'Istria. Il piccolo aeroporto fu bombardato perché quello più grande e attrezzato (anche militarmente) di Pola era stato minato e così reso inefficiente dall'esercito jugoslavo in ritirata. Ogni anno in ricorrenza del 21 dicembre si celebra all'interno dell'aeroporto stesso una cerimonia in ricordo dei due militari caduti per la patria a cui partecipano regolarmente i sindaci di Orsera e Rovigno.
Dal 1991, fa ufficialmente parte della Repubblica di Croazia.

## Economia

### Turismo
Orsera, con la sua ricca offerta ristorativo-ricettiva, è una rinomata località turistica sulla costa occidentale dell'Istria.
Nell'intero comune di Orsera si pratica il naturismo integrale e il centro naturista "Koversada", fondato nel 1961, è famoso per essere il primo ed il maggiore complesso del genere in Europa.

## Società

### Evoluzione demografica
Secondo il censimento austriaco del 1910, gli abitanti erano così distribuiti per lingua d'uso:
| Paese               | totale abitanti | italiano | croato | sloveno |
| ------------------- | --------------- | -------- | ------ | ------- |
| Orsera              | 1709            | 1574     | 80     | 3       |
| Geroldia            | 354             | 0        | 345    | 0       |
| San Michele di Leme | 251             | 0        | 251    | 0       |

### La presenza autoctona di italiani
È presente una comunità di italiani autoctoni che rappresentano una minoranza residuale di quelle popolazioni italofone che abitarono per secoli la penisola dell'Istria e le coste e le isole del Quarnaro e della Dalmazia, territori che appartennero alla Repubblica di Venezia. La presenza degli italiani a Orsera è drasticamente diminuita in seguito all'esodo giuliano dalmata, che avvenne dopo la seconda guerra mondiale e che fu anche cagionato dai "massacri delle foibe".
I pochi italiani rimasti hanno fondato la Comunità degli Italiani di Orsera guidata da Anita Petrovic, Bruno Serdoz e Celeste Gerometta. Il sodalizio aderisce all'Unione Italiana.

Secondo l'ultimo censimento del 2011, la minoranza italiana pari al 2,68% della popolazione, costituisce il secondo gruppo etnico del comune. Recentemente diventato un comune a statuto bilingue, la lingua italiana è studiata in tutte le scuole di Orsera, e dal 2000 è in funzione una scuola materna italiana frequentata da una ventina di alunni. Tra l'altro, nel comune di Orsera sono ambientate alcune vicende del romanzo Re infecta di Mauro Novellini.

### Lingue e dialetti
| %      | Ripartizione linguistica (gruppi principali) |
| ------ | -------------------------------------------- |
| 90,75% | madrelingua croata                           |
| 2,96%  | madrelingua italiana                         |
| 1,00%  | madrelingua slovena                          |
| 1,37%  | madrelingua albanese                         |
| 1,04%  | madrelingua serba                            |

| %      | Ripartizione linguistica (gruppi principali) |
| ------ | -------------------------------------------- |
| 90,24% | madrelingua croata                           |
| 2,68%  | madrelingua italiana                         |
| 1,00%  | madrelingua slovena                          |
| 1,71%  | madrelingua albanese                         |
| 1,57%  | madrelingua serba                            |

## Località
Il comune di Orsera è diviso in 9 insediamenti (naselja):
| - Beghi (Begi) - Bralici (Bralići) - Delici (Delići) - Geroldia (Gradina) | - Contessici (Kontešići) - Marassi (Marasi) - Orsera (Vrsar), sede comunale - Prodani (Flengi) - San Michele di Leme (Kloštar) |